# Minnesota Golden Gophers football
I Minnesota Golden Gophers football team sono la squadra di football americano intercollegiale dell'Università del Minnesota. Essi competono all'interno della Big Ten Conference (facente parte della Division I Football Bowl Subdivision (FBS) della NCAA) sin dalla fondazione di quest'ultima avvenuta nel 1896, quando era denominata Western Conference. Fondato nel 1882, il programma di football americano dei Gophers è uno dei più vecchi nel panorama collegiale nazionale e può vantare la vittoria di 7 campionati nazionali.

## Allenatori
Calvin C. "Cal" Stoll è stato capo allenatore dei Golden Gophers dal 1972 al 1978 (record 39 - 39); nel 1986 è stato capo allenatore dei Warriors Bologna nella Serie A AIFA, guidando la squadra alla vittoria nel VI Superbowl italiano.

## Giocatori celebri

### Maglie ritirate
| Maglie ritirate |                 |           |         |                   |
| #               | Giocatore       | Posizione | Anni    | Data del ritiro   |
| 10              | Paul Giel       | HB        | 1951-53 | 24 settembre 1991 |
| 15              | Sandy Stephens  | QB        | 1959-61 | 18 novembre 2000  |
| 54              | Bruce Smith     | RB        | 1940-41 | 27 giugno 1977    |
| 72              | Bronko Nagurski | FB/T      | 1927-29 | 27 ottobre 1979   |
| 78              | Bobby Bell      | LB/DE     | 1960-62 | 18 settembre 2010 |

### Premi individuali a livello nazionale
- Heisman Trophy

Bruce Smith - 1941
- Outland Trophy

Tom Brown - 1960
Bobby Bell - 1962
Greg Eslinger - 2005
- Jim Thorpe Award

Tyrone Carter - 1999
- Dave Rimington Trophy

Greg Eslinger - 2005
- Jim Parker Trophy

Greg Eslinger - 2005
- John Mackey Award

Matt Spaeth - 2006

### Premi individuali della Big Ten Conference
- Chicago Tribune Silver Football

Biggie Munn - 1931
Pug Lund - 1934
Paul Giel - 1952, 1953
Tom Brown - 1960
Sandy Stephens - 1960
- Offensive Lineman dell'Anno

Greg Eslinger - 2005
- Defensive Lineman dell'Anno

Karon Riley - 2000
- Freshman dell'Anno

Darrell Thompson - 1986
Laurence Maroney - 2003

### College Football Hall of Fame
I Golden Gophers hanno attualmente 22 membri indotti nella College Football Hall of Fame, 18 di essi sono giocatori, i restanti 4 allenatori. Grazie ad essi Minnesota risulta l'ottavo ateneo della nazione (pari merito con Nebraska ed Oklahoma) con più membri indotti
| Nome           | Ruolo            | Anno d'induzione |
| -------------- | ---------------- | ---------------- |
| Bert Baston    | End              | 1954             |
| Bobby Bell     | Defensive tackle | 1991             |
| Bernie Bierman | Head Coach       | 1955             |
| Tom Brown      | Offensive guard  | 2003             |
| Fritz Crisler  | Head Coach       | 1954             |
| Carl Eller     | Defensive tackle | 2006             |
| George Franck  | Halfback         | 2002             |
| Paul Giel      | Halfback         | 1975             |
| Lou Holtz      | Head Coach       | 2008             |
| Herb Joesting  | Fullback         | 1958             |
| Pug Lund       | Halfback         | 1958             |
| Bobby Marshall | End              | 1971             |

| Nome               | Ruolo                            | Anno d'induzione |
| ------------------ | -------------------------------- | ---------------- |
| John McGovern      | Quarterback                      | 1966             |
| Bronko Nagurski    | Defensive tackle Fullback        | 1951             |
| Leo Nomellini      | Offensive tackle Offensive guard | 1977             |
| Eddie Rogers       | End                              | 1968             |
| Bruce Smith        | Halfback                         | 1972             |
| Sandy Stephens     | Quarterback                      | 2011             |
| Clayton Tonnemaker | Centro                           | 1980             |
| Ed Widseth         | Offensive tackle                 | 1954             |
| Dick Wildung       | Offensive tackle                 | 1957             |
| Henry L. Williams  | Head Coach                       | 1951             |

### Golden Gophers nella NFL

#### Giocatori indotti nella Pro Football Hall of Fame
| Golden Gophers NFL Hall of Famer |                 |                     |                    |
| Anno d'induzione                 | Giocatore       | Squadre NFL         | Stagioni nella NFL |
| 1963                             | Bronko Nagurski | Chicago Bears       | 1930-1937, 1943    |
| 1969                             | Leo Nomellini   | San Francisco 49ers | 1950-1963          |
| 1983                             | Bobby Bell      | Kansas City Chiefs  | 1963–1974          |
| 1994                             | Bud Grant       | Minnesota Vikings   | 1967–1983, 1985    |
| 2004                             | Carl Eller      | Minnesota Vikings   | 1964-1978          |
| 2004                             | Carl Eller      | Seattle Seahawks    | 1979               |
| 2007                             | Charlie Sanders | Detroit Lions       | 1968-77            |
| Note - Fonte ProFootballHOF.com  |                 |                     |                    |

#### Giocatori attualmente in NFL
| Giocatore        | Ruolo            | Classe del Draft         | Squadra             |
| ---------------- | ---------------- | ------------------------ | ------------------- |
| Eric Decker      | Wide receiver    | 2010                     | New York Jets       |
| MarQueis Gray    | Tight end        | Non selezionato nel 2013 | Cleveland Browns    |
| Ra'Shede Hageman | Defensive tackle | 2014                     | Atlanta Falcons     |
| Aaron Hill       | Linebacker       | Non selezionato nel 2014 | St. Louis Rams      |
| Marcus Sherels   | Cornerback       | Non selezionato nel 2010 | Minnesota Vikings   |
| Matt Spaeth      | Tight end        | 2007                     | Pittsburgh Steelers |
| Brock Vereen     | Safety           | 2014                     | Chicago Bears       |

Fonte:ESPN.com

## Palmarès
Il programma di football dei Golden Gophers nella sua ultracentenaria storia ha visto la vittoria di 7 titoli universitari, conquistando inoltre un record NCAA relativo al maggior numero di vittorie consecutive (3, dal 1934 al 1936). Solo 8 atenei, alla stagione 2013, sono riusciti a cogliere più vittorie.
| Anno             | Capo-allenatore   | Selettore | Record | Bowl                   |
| ---------------- | ----------------- | --- | ------ | ---------------------- |
| 1904             | Henry L. Williams | Billingsley | 13-0   |                        |
| 1934             | Bernie Bierman    | Billingsley, Boand, Dickinson, Football Research, Helms, Litkenhous, National Championship Foundation                          | 8-0    |                        |
| 1935             | Bernie Bierman    | Billingsley, Boand, Football Research, Helms, Litkenhous, National Championship Foundation, Poling                             | 8-0    |                        |
| 1936             | Bernie Bierman    | AP, Billingsley, Dickinson, Dunkel, Helms, Litkenhous, National Championship Foundation, Poling                                | 7-1    |                        |
| 1940             | Bernie Bierman    | AP, Berryman, Billingsley, Boand, DeVold, Dickinson, Football Research, Houlgate, Litkenhous, National Championship Foundation | 8-0    |                        |
| 1941             | Bernie Bierman    | AP, Billingsley, Boand, DeVold, Dunkel, Football Research, Helms, Litkenhous, National Championship Foundation, Poling         | 8-0    |                        |
| 1960             | Murray Warmath    | AP, FB News, NFF, UPI | 8-2    | Sconfitta al Rose Bowl |
| Titoli nazionali | Titoli nazionali  | Titoli nazionali | 11     | 11                     |